# مطبخ بوسني

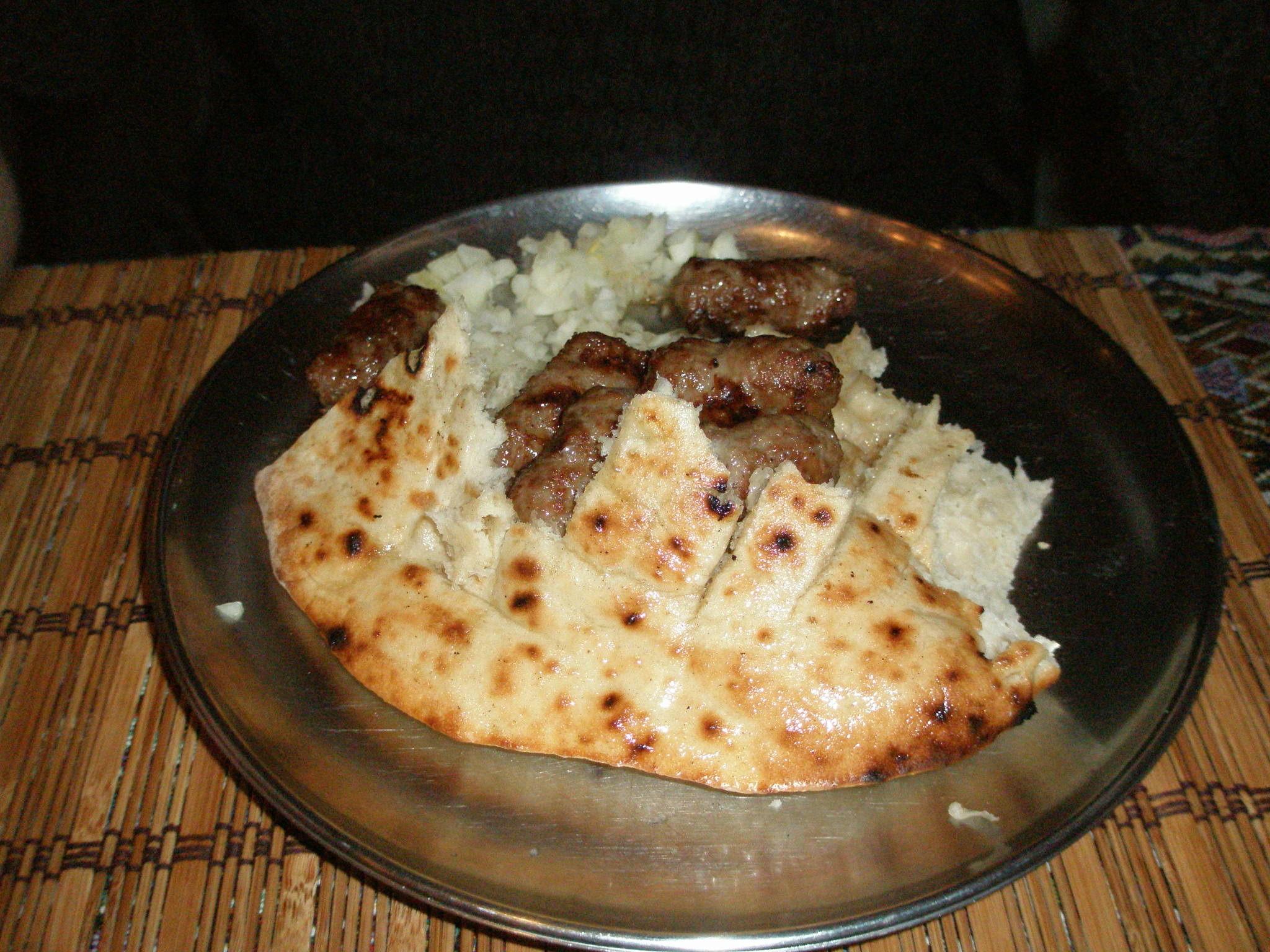

يتوازن الطعام في البوسنة والهرسك بين التأثيرات الغربية والشرقية. ويرتبط الطعام ارتباطًا وثيقًا بالمأكولات اليوغسلافية السابقة والشرق أوسطية والمأكولات البلقانية الأخرى.
يستخدم المطبخ البوسني العديد من التوابل، ولكن عادة بكميات معتدلة. معظم الأطباق خفيفة، حيث يتم طهيها في الكثير من الماء؛ الصلصات طبيعية تمامًا. تتكون من نسب أكثر قليلاً من العصائر الطبيعية للخضار في الطبق. وتشمل المكونات النموذجية الطماطم والبطاطس والبصل والثوم وفلفل الجرس والخيار والجزر والملفوف والفطر والسبانخ والكوسة والفاصوليا المجففة والطازجة والخوخ والحليب والفلفل الحلو والكريمة التي تسمى بافلاكا وكاجماك. وتشمل أطباق اللحوم النموذجية لحم البقر والضأن بشكل رئيسي. بعض التخصصات المحلية هي بوريك، دولمة، سارما، غولياش، ومجموعة كاملة من الحلويات الشرقية. أفضل أنواع النبيذ المحلية تأتي من الهرسك حيث المناخ مناسب لزراعة العنب. يتم إنتاج البرقوق أو التفاح براندي، في البوسنة.